# HMS Manxman (M70)
«Менксмен» (M70) (англ. HMS Manxman (M70) — військовий корабель, швидкохідний мінний загороджувач типу «Абдель» Королівського військово-морського флоту Великої Британії за часів Другої світової війни.

## Історія створення
«Менксмен» був закладений 24 березня 1939 на верфі компанії Alexander Stephen and Sons, Глазго. 20 червня 1941 увійшов до складу Королівських ВМС Великої Британії.